# Chiridopsis nigropunctata
Chiridopsis nigropunctata es un coleóptero de la familia Chrysomelidae.
Fue descrita científicamente en 1999 por Borowiec & Ghate.